# Carpodacus erythrinus

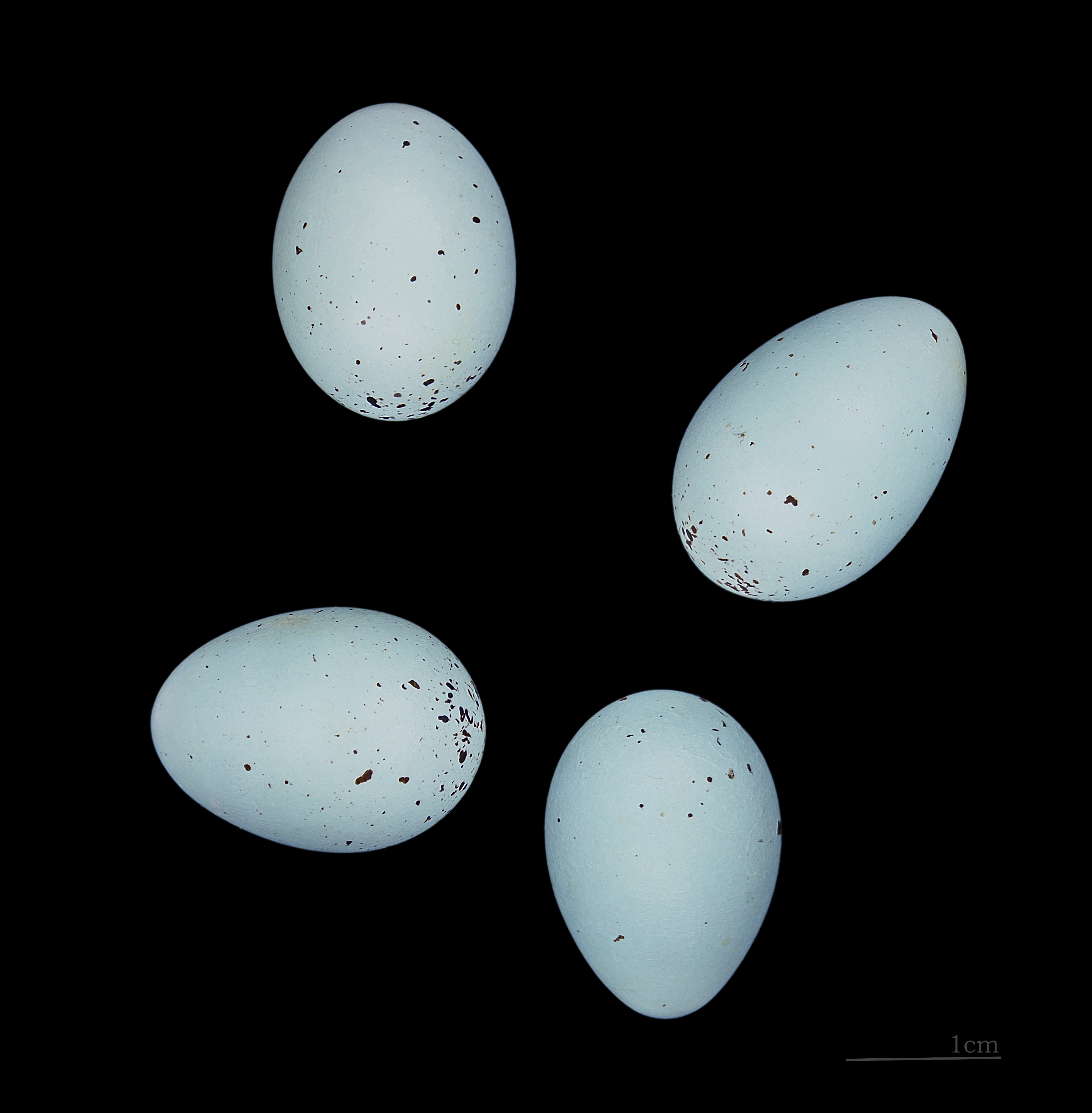
Huevos de Carpodacus erythrinus

El camachuelo carminoso (Carpodacus erythrinus) es el carpodaco más común y extendido de Europa. Llegó desde Asia en las décadas recientes: se han registrado avistamientos incluso en Inglaterra. Los camachuelos carminosos habitan en Suecia, en el valle del Danubio, Siberia, junto al mar de Bering, el Cáucaso, al norte de Irán, Afganistán y Pakistán, la parte occidental del Himalaya, comprendiendo el Tíbet y China y en Japón, entre las latitudes 25° y 68°. En invierno pueden hallarse desde el sur de Irán hasta el sudeste de China, India, Birmania e Indochina.
El macho adulto tiene la cabeza, el pecho y el cuello de color carmín rosáceo brillante, las alas de color marrón oscuro con dos barras indistintas, y el vientre de color blanco. Las hembras y los machos jóvenes son multicolores: la parte superior presenta tonos amarillentos y amarronados, siendo más brillante en las patas y más gris en la cabeza. 
En verano pueden encontrarse en bosques y sitios arbolados ubicados cerca de los ríos y en invierno en jardines e invernaderos, siempre en zonas húmedas, o en troncos de robles secos.  
Anida en los arbustos bajos de a cinco huevos por vez. Estos presentan una coloración azul oscura con manchas de color marrón oscuro.

## Taxonomía
Su pariente más próximo es el camachuelo escarlata (Carpodacus sipahi).